# Aszter
Az Aszter görög eredetű férfinév, jelentése: csillag. Női párja: Asztéria

## Gyakorisága
Az 1990-es években szórványosan fordult elő, a 2000-es években nem szerepel a 100 leggyakoribb férfinév között.

## Névnapok
- január 17.[2]
- március 3.[2]
- április 28.[2]
- augusztus 23.[2]
- október 30.[2]